# Segunda Expedição a Sumatra
A segunda expedição a Sumatra foi uma expedição punitiva da Marinha dos Estados Unidos contra habitantes da ilha de Sumatra. Depois que os guerreiros ou piratas malaios haviam massacrado a tripulação do navio mercante estadunidense Eclipse, uma expedição de dois navios de guerra estadunidenses desembarcou uma força que derrotou os malaios em dois breves combates.

## Antecedentes

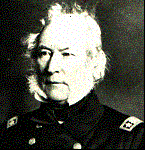
Comodoro Read, antes da Guerra Civil Americana.

Em agosto de 1838, o navio mercante estadunidense Eclipse estava visitando a aldeia de Trobongan, em Sumatra, quando se aproximaram 24 malaios. O segundo imediato do navio permitiu que os malaios embarcassem depois de terem rendido suas armas. Poucos momentos depois, os estadunidenses entregariam aos malaios suas armas como sinal de amizade. O malaios, agora rearmados com facas e outras armas brancas, atacaram a tripulação. Primeiramente mataram o segundo imediato e, em seguida, um por um os homens restantes. Alguns dos marinheiros saltaram ao mar, mas os malaios os caçaram e os mataram. As notícias do massacre chegaram ao comodoro George C. Read em dezembro de 1838, enquanto ele navegava ao largo do Ceilão ao comando do East India Squadron. Imediatamente o comodoro Read zarpou para o sudeste de Sumatra na fragata Columbia, juntamente com a fragata John Adams. Columbia e John Adams estavam no processo de circum-navegação pelo globo em conjunto com - embora não fizesse parte - a Expedição Wilkes de 1838 a 1842. Coincidentemente, a expedição a Sumatra não exigiu nenhum desvio. O Columbia transportava quase 500 homens em média e guarnecia 50 armas durante a expedição. John Adams carregava cerca de 220 homens e oficiais com 30 armas.

## Expedição

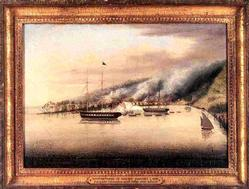
Bombardeamento de Muckie, 1 de janeiro de 1839.

A expedição chegou ao sul de Sumatra em 1 de janeiro de 1839. Os dois navios estadunidenses primeiro se dirigiram para Quallah Battoo. Uma vez que chegaram, os dois navios da Marinha dos Estados Unidos formaram uma linha de batalha apenas no alcance de cinco terras e fortalezas de madeira que protegiam a aldeia e abriram fogo. Mais de uma hora depois, todos os fortes foram destruídos ou estavam em ruínas. O chefe da aldeia se rendeu e concordou em nunca mais atacar os navios estadunidenses. Com isso o Comodoro Read partiu para Muckie, o próximo alvo estadunidense. Columbia e John Adams chegaram a Muckie no dia seguinte. Os estadunidenses desembarcaram uma força de 360 oficiais, fuzileiros navais e marinheiros, todos sob o comando do comandante T.W. Wyman da marinha. Os homens de Wyman atacaram Muckie, enquanto Columbia e John Adams forneceram fogo de supressão com seus canhões. Embora a maioria dos habitantes fugissem de sua aldeia após o início dos combates, alguns dos malaios tentaram resistir ao ataque, mas foram esmagados. Dentro de pouco tempo, Muckie estava em chamas. O grupo de desembarque voltou então para os navios e partiu. A expedição punitiva terminou após o combate de Muckie e o Comodoro Read continuou seu cruzeiro ao redor do mundo. A segunda expedição de Sumatra conseguiu o que a primeira expedição falhou. Nunca mais malaios saqueariam um navio mercante estadunidense. Vítimas estão ausentes dos registros.